# Estadio de Merkatondoa
El estadio de Merkatondoa (Stadium Mercatondoa en 1928) es un estadio de fútbol de la ciudad española de Estella, en Navarra. En él disputa sus partidos como local el Club Deportivo Izarra.

## Información del estadio
El topónimo vasco Merkatondoa significa ‘lo que está junto al mercado’.El estadio está situado en la carretera NA-122 de Estella a Andosilla, en el Polígono Industrial de Merkatondoa y aproximadamente a 1 km del centro de la ciudad.
Dispone de una tribuna con asientos y un graderío lateral. Tiene una capacidad para 3500 espectadores. El propietario de las instalaciones es el Ayuntamiento de Estella, por lo tanto es municipal, y el C. D. Izarra es y ha sido históricamente el encargado de su gestión.

## Historia
Inaugurado con el nombre de Stadium Mercatondoa, el 11 de noviembre de 1928, en un partido que enfrentó al Izarra Beti Aurrerá y Osasuna con victoria visitante por 3 a 0. Es —con el Lardín de Lumbier— el campo más antiguo de Navarra, ya que permanece en el mismo lugar desde su inauguración.
No es hasta la década de 1970 cuando el campo modifica sus instalaciones y entre 1986 y 1987 se realiza una importante remodelación acondicionando césped, vestuarios y gradas; de la que gran parte se sigue manteniendo. El 27 de agosto de 2008 se disputó el último encuentro todavía con el césped de hierba natural, fue en Copa del Rey frente al C.F. Gavà. 
Un año después, el 23 de agosto de 2009 se reinaugura el reformado Estadio de Merkatondoa bajo la presidencia del C.D. Izarra de Fernando Gil, en el que se sustituye el campo de hierba natural por uno artificial, además de efectuar una mejora de las instalaciones. Esto permitió que además del equipo sénior, que participa tanto en Tercera división o en Segunda División B, todos los equipos de fútbol base puedan disfrutarlo. 
Desde 2010 también disputa sus partidos un nuevo club de la ciudad del Ega, el CD San Andrés KT de Estella.
En julio de 2019 después de 10 años se sustituye el césped artificial por uno más moderno.

## Otros datos

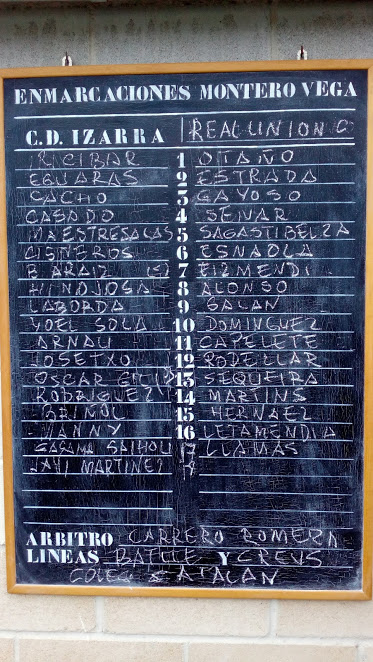
Pizarra de Merkatondoa.

A partir de 2009 en su etapa por Segunda División B, el estadio se convierte en un clásico en la categoría. Es conocido como el Fortín de Merkatondoa ya que, por sus reducidas dimensiones y el césped sintético, el equipo local le tiene tomada la medida y los equipos visitantes sufren bastante en este campo. Su histórica y mítica pizarra de tiza para las alineaciones es famosa por ser un símbolo de autenticidad del fútbol modesto.

## Eventos deportivos

### Trofeo Ciudad de Estella
En 1987 el futbolista Juan Arza, entonces vinculado al Sevilla FC, trajo al equipo andaluz para hacer la pretemporada en Estella. Entonces se inició el Trofeo Ciudad de Estella que se celebró a principios de agosto entre los años 1987 y 1994. Equipos como Albacete Balompié, Xerez CD o el ruso Spartak Vladikavkaz también hicieron pretemporada en Merkatondoa durante estos años.
Historial
| Año  | Equipo campeón | Subcampeón          | Tercer clasificado | Cuarto clasificado |
| 1987 | Sevilla FC     | CA Osasuna          | Deportivo Alavés   | CD Izarra          |
| 1988 | Sevilla FC     | CA Osasuna          | CD Logroñés        | CD Izarra          |
| 1989 | CA Osasuna     | Real Sociedad       | Sestao Sport Club  | CD Izarra          |
| 1990 | CA Osasuna     | CD Logroñés         | Bilbao Athletic    | CD Izarra          |
| 1991 | CA Osasuna     | CD Logroñés         | Burgos CF          | Real Zaragoza      |
| 1992 | CD Logroñés    | Real Zaragoza       | CA Osasuna         | Burgos CF          |
| 1993 | CA Osasuna     | Spartak Vladikavkaz | UE Lleida          | Real Zaragoza      |
| 1994 | CD Logroñés    | Albacete Balompié   | CA Osasuna         | -                  |

### Campus Javi Martínez
Durante los veranos de 2012 y 2013 se celebra este campus de fútbol organizado por el futbolista de Ayegui: Javi Martínez.

### 90.º Aniversario
El 10 de noviembre de 2018 se celebra el 90.º aniversario de la inauguración de Merkatondoa, el campo, en uso, más antiguo junto con el Lardín del Lumbier. Entre diversos actos festivos, cuenta con la presencia del presidente de la Federación Española de Futbol, Luis Rubiales. Y coincide con el derbi en Segunda División B frente al CD Tudelano.

## Cambios de nombre
- Stadium Merkatondoa (1928-1941)
- Estadio de San Andrés (1941-1978)
- Estadio Merkatondoa (1978-Actualidad)